# Neocraspedolepta
Neocraspedolepta är ett släkte av insekter som beskrevs av Cesare Conci och Tamanini 1986. Neocraspedolepta ingår i familjen rundbladloppor.
Släktet innehåller bara arten Neocraspedolepta subpunctata.